# Artur Chrzanowski
Artur Wojciech Chrzanowski (ur. 17 sierpnia 1973 w Wyszkowie) – polski artysta wizualny, dyrektor Miejskiej Galerii Sztuki w Łodzi (od 2025), doktor habilitowany, profesor Akademii Sztuk Pięknych im. Władysława Strzemińskiego w Łodzi.

## Edukacja
Ukończył naukę Liceum Sztuk Plastycznych im. Artura Grottgera w Supraślu oraz studia na Akademii Sztuk Pięknych im. Władysława Strzemińskiego w Łodzi. Od 2001 pełni funkcję kierownika Pracowni Działań Konceptualnych w Instytucie Fotografii i Multimediów na Wydziale Sztuk Pięknych ASP w Łodzi. W 2013 obronił pracę doktorską na Wydziale Grafiki i Sztuki Mediów Akademii Sztuk Pięknych im. Eugeniusza Gepperta we Wrocławiu, gdzie również dokonał habilitacji.

## Twórczość
Zajmuje się obrazem fotograficznym i wideo, a także sztuką site-specific. Jest animatorem kultury, autorem i kuratorem oraz organizatorem wystaw i projektów artystycznych w kraju i zagranicą. Jego prace znajdują się w zbiorach m.in. Łódzkiego Towarzystwa Zachęty Sztuk Pięknych, Muzeum Sztuki w Łodzi, Miejskiej Galerii Sztuki w Łodzi, Muzeum Narodowego w Krakowie, Muzeum Narodowego w Warszawie, Tennoji MIO w Osace, Pinhole Resource Collection w USA, Art Space UNESCO A.poRT w Inczonie. Jest redaktorem „Powidoków – magazynu artystyczno-naukowego”.

## Wyróżnienia
- Nagroda „Plastra Kultury” za Wystawę Roku 2014 („Getto XXI”),
- Nagroda „Plastra Kultury” za Wystawę Roku 2015 („Bałuty XXI”)[3],
- II nagroda w konkursie MiO Photo Award w Japonii,
- Grand Prix XVIII Konkursu im. Władysława Strzemińskiego w Łodzi (2001)[1].